# 长尾仓鼠
长尾仓鼠（学名：Cricetulus longicaudatus）为仓鼠科仓鼠属的动物。在中国大陆，分布于陕西、青海、内蒙古、甘肃、河北、山西、新疆、宁夏、四川（北部）等地，多生活于山地草原、半荒漠、耕田。该物种的模式产地在内蒙古土默特右旗萨拉齐。

## 亚种
- 长尾仓鼠曲麻莱亚种（学名：Cricetulus longicaudatus chiumalaiensis），汪松、郑昌琳于1973年命名。分布于青海西南部等地。该物种的模式产地在青海省曲麻莱县。[2]
- 长尾仓鼠指名亚种（学名：Cricetulus longicaudatus longicaudatus），Milne-Edwards于1876年命名。分布于陕西、青海（东北、东南部）、甘肃、河北、山西、新疆、宁夏、四川（北部）、内蒙古等地。该物种的模式产地在内蒙古自治区土默特右旗。[3]